# بينوست (آن)
بينوست (بالفرنسية: Beynost)‏ هي بلدية فرنسية تقع في إقليم الآن في فرنسا. رمز إنسي لها هو:1043. أما الرمز البريدي لها فهو: 1700.